# Cyrtopodium triste
Cyrtopodium triste é uma espécie terrestre de orquídeas do cerrado brasileiro.

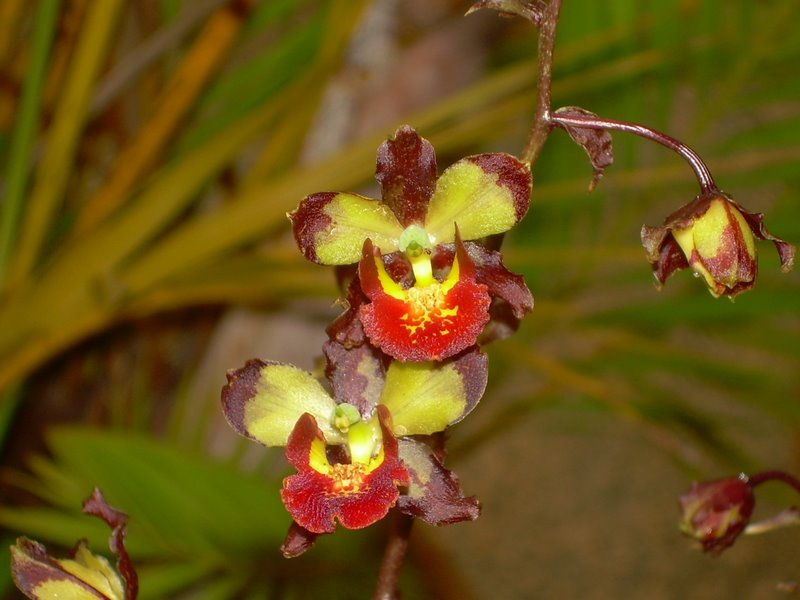